# Stabat Mater (Jenkins)

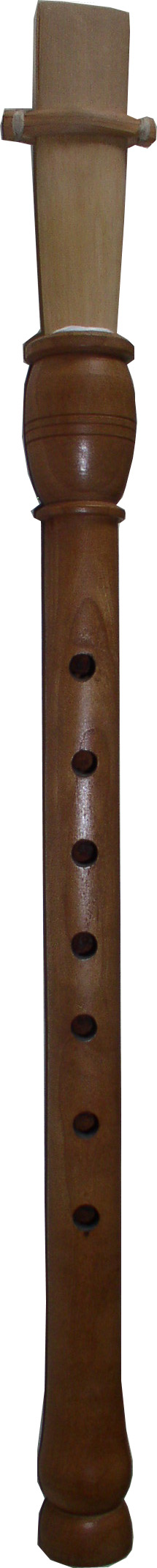
Duduk

Stabat Mater ist eine Komposition für Chor und Orchester von Karl Jenkins, die 2008 unter seiner Leitung in Liverpool uraufgeführt wurde. Der walisische Komponist vertonte das Stabat mater, ein Gebet aus dem 13. Jahrhundert, das Maria unter dem Kreuz betrachtet. Er ergänzte das lateinische Gebet durch vertiefende Texte in mehreren Sprachen. Wie in vielen anderen seiner Werke gibt es sowohl traditionelle westliche Musik als auch andere ethnische Einflüsse in Instrumenten und Singweisen, hier insbesondere aus dem Nahen Osten.

## Hintergrund
Jenkins komponierte das Werk in den Jahren 2006 und 2007. Das Stabat mater ist ein Gebet in 20 Strophen, das mit der Zeile „Stabat Mater dolorosa“ (Es stand die Mutter voller Schmerzen) beginnt. Es betrachtet das Leid, das die Kreuzigung auslöst, aus dem Blickwinkel der Mutter und bittet sie um Leidensgemeinschaft und Fürbitte. Das Gebet wurde oft vertont, das mehrsätzige Werk von Jenkins gehört zu den längsten.

## Text und Musik
Jenkins strukturierte seine Komposition in zwölf Sätzen. Sechs von ihnen beruhen ausschließlich auf dem Text des Stabat Mater. Ein Satz ist Ave verum, ein Chorsatz auf das Gebet Ave verum corpus, das Jenkins zuerst für Bryn Terfel schrieb. Ein weiterer Satz, And the mother did weep (Und die Mutter weinte) enthält diese eine Zeile, die gleichzeitig englisch, lateinisch, griechisch, aramäisch und hebräisch gesungen wird. Der Text für den Satz Lament (Klage) wurde von Jenkins’ Ehefrau Carol Barratt verfasst. Incantation (Beschwörung) wird auf einen Text gesungen, der teilweise frühes Arabisch enthält. Jenkins lässt einige Zeilen auf Aramäisch und Altarabisch singen und stellt damit einen Zusammenhang zum Umfeld von Maria und Jesus her. Das armenische Rohrblasinstrument Duduk (oder Nay) verstärkt den Bezug mit einem dunklen Klang. Außerdem verwendet Jenkins Schlagwerk der Region wie Darabuca, Daf, Moholla und Riq.

## Sätze
Stabat Mater ist in zwölf Sätze gegliedert. Anders als im Requiem, enthält jeder Satz entweder nur Text aus dem Gebet (1, 3, 5, 8, 11 und 12) oder nicht. Die folgende Tabelle enthält jeweils den Textanfang (Incipit), Textquelle, die Sprache(n) abgekürzt: la (Latein), ar (Arabisch), en (Englisch), am (Aramäisch), he (Hebräisch) und gr (Griechisch), und die Stimmen, wobei orientalische Singweise (Vokalist) und westlicher Gesang (Mezzosopran) unterschieden wird.
| Incipit                           | Text                      | Sprache(n)     | Stimmen                           |
| --------------------------------- | ------------------------- | -------------- | --------------------------------- |
| 1. Cantus lacrimosus              | Stabat Mater 1–4          | la             | Chor, Kammerchor                  |
| 2. Incantation                    | Traditionelle Texte       | ar             | Vokalist                          |
| 3. Vidit Jesum in tormentis       | Stabat Mater 5–10         | la             | Kammerchor                        |
| 4. Lament                         | Gedicht von Carol Barratt | en             | Mezzosopran                       |
| 5. Sancta Mater                   | Stabat Mater 11–14        | la             | Chor, Kammerchor                  |
| 6. Now my life is only weeping    | Gedicht von Rumi          | en am          | Mezzosopran, Vokalist, Kammerchor |
| 7. And the Mother did weep        | Zeile von Jenkins         | en he la am gr | Mezzosopran, Vokalist, Kammerchor |
| 8. Virgo Virginum                 | Stabat Mater 15           | la             | Kammerchor                        |
| 9. Are you lost out in darkness?  | Gilgamesch-Epos           | en am          | Mezzosopran, Vokalist, Kammerchor |
| 10. Ave verum                     | Ave verum corpus          | la             | Kammerchor                        |
| 11. Fac, ut portem Christi mortem | Stabat Mater 16–17        | la             | Kammerchor                        |
| 12. Paradisi Gloria               | Stabat Mater 18–20        | la             | Chor, Kammerchor                  |

## Uraufführung und Aufnahme
Die Uraufführung fand am 15. März 2008 in der Anglikanischen Kathedrale von Liverpool statt, im Zusammenhang der Feierlichkeiten von Liverpool als Kulturhauptstadt Europas. Der Komponist leitete Chor und Orchester der Royal Liverpool Philharmonic in einer Aufführung von 65 Minuten. Zwei Solistinnen, Jurgita Adamonyte und Belinda Sykes, singen und spielen auch Duduk. Eine Aufnahme erfolgte mit denselben Musikern, verstärkt um Mitglieder des Chores EMO aus Helsinki, und erschien im März 2008.